# Rudnia (rejon rożyszczeński)
Rudnia (ukr. Рудня) – wieś na Ukrainie, w obwodzie wołyńskim, w rejonie rożyszczeńskim.
Pod koniec XIX w. wieś w powiecie łuckim, w gminie Rożyszcze.